# Seseli olivieri
Seseli olivieri är en flockblommig växtart som beskrevs av Pierre Edmond Boissier. Seseli olivieri ingår i släktet säfferötter, och familjen flockblommiga växter. Inga underarter finns listade i Catalogue of Life.